# Solrikse
Solrikse (Eurypyga helias) er en fugleart, der lever i Centralamerikas sydlige halvt og Sydamerikas nordlige halvt.